# Volta ao País Basco de 2023
A 62.ª edição da Volta ao País Basco (oficialmente: 2023ko Itzulia Basque Country) foi uma corrida de ciclismo em estrada por etapas que se celebrou entre 3 e 8 de abril de 2023 com início na cidade de Vitoria-Gasteiz e final em Eibar na Espanha. O percurso consta de um total de 6 etapas sobre uma distância total de 992,5 quilómetros.
A corrida fez parte do circuito UCI WorldTour de 2023, calendário ciclístico de máximo nível mundial, sendo a décima-quinta corrida de dito circuito. O vencedor foi o dinamarquês Jonas Vingegaard do Jumbo-Visma e esteve acompanhado no pódio pelos espanhóis Mikel Landa do Bahrain Victorious e Ion Izagirre do Cofidis, segundo e terceiro classificado respectivamente.

## Equipas participantes
Tomaram parte na corrida 23 equipas: 18 de categoria UCI WorldTeam e 5 de categoria UCI ProTeam. Formaram assim um pelotão de 161 ciclistas dos que acabaram 102. As equipas participantes foram:
| Equipes WorldTeam (18)- AG2R Citroën Team - Alpecin-Deceuninck - Astana Qazaqstan Team - Bahrain Victorious - Bora-Hansgrohe - Cofidis - EF Education-EasyPost - Groupama-FDJ - Ineos Grenadiers - Intermarché-Circus-Wanty - Jumbo-Visma - Movistar Team - Soudal Quick-Step - Arkéa-Samsic - Team Jayco AlUla - Team DSM - Trek-Segafredo - UAE Team Emirates Equipes ProTeam (5)- Burgos-BH - Caja Rural-Seguros RGA - Equipo Kern Pharma - Euskaltel-Euskadi - TotalEnergies |
| |

## Percurso
A Volta ao País Basco dispôs de seis etapas de perfil montanhoso para um percurso total de 992,5 quilómetros.
| Etapa | Data   | Percurso                              | type           | Distância (km) | Elevação (m) | Vencedor         | Líder geral      |
| ----- | ------ | ------------------------------------- | -------------- | -------------- | ------------ | ---------------- | ---------------- |
| 1     | 3 abr. | Vitoria-Gasteiz – Labastida           | média montanha | 165,4          | 2 514 m      | Ethan Hayter     | Ethan Hayter     |
| 2     | 4 abr. | Viana – Leiza                         | alta montanha  | 193,8          | 3 261 m      | Ide Schelling    | Ide Schelling    |
| 3     | 5 abr. | Errenteria – Villabona                | média montanha | 153,9          | 2 586 m      | Jonas Vingegaard | Jonas Vingegaard |
| 4     | 6 abr. | Santurce – Santurce                   | média montanha | 175,7          | 3 091 m      | Jonas Vingegaard | Jonas Vingegaard |
| 5     | 7 abr. | Amorebieta-Echano – Amorebieta-Echano | alta montanha  | 165,9          | 3 260 m      | Sergio Higuita   | Jonas Vingegaard |
| 6     | 8 abr. | Eibar – Eibar                         | alta montanha  | 137,8          | 3 472 m      | Jonas Vingegaard | Jonas Vingegaard |

## Desenvolvimento da corrida

### 1.ª etapa
| Vitoria-Gasteiz - Labastida | média montanha | (165,4 km) |

| \| Classificação por etapas \| Classificação por etapas \| Classificação por etapas \| Classificação por etapas \| Classificação por etapas \| \| Ciclista \| Ciclista \| Equipe \| Tempo \| \| \| ------------------------ \| ------------------------- \| ------------------------ \| ------------------------ \| ------------------------ \| \| 1. \| Ethan Hayter \| Ineos Grenadiers \| 4h01m24s \| \| \| 2. \| Mauro Schmid \| Soudal Quick-Step \| + 0s \| \| \| 3. \| Jon Aberasturi \| Trek-Segafredo \| + 0s \| \| \| 4. \| Alex Aranburu \| Movistar Team \| + 0s \| \| \| 5. \| Orluis Aular \| Caja Rural-Seguros RGA \| + 0s \| \| \| 6. \| Richard Carapaz \| EF Education-EasyPost \| + 0s \| \| \| 7. \| Quinten Hermans \| Alpecin-Deceuninck \| + 0s \| \| \| 8. \| Gonzalo Serrano Rodríguez \| Movistar Team \| + 0s \| \| \| 9. \| Mattias Skjelmose \| Trek-Segafredo \| + 0s \| \| \| 10. \| Christian Scaroni \| Astana Qazaqstan Team \| + 0s \| \| |                           |                        |          |
| |                           |                        |          |
| Fonte: ProCyclingStats |                           |                        |          |
| Classificação por etapas |                           |                        |          |
| Ciclista | Ciclista                  | Equipe                 | Tempo    |
| 1. | Ethan Hayter              | Ineos Grenadiers       | 4h01m24s |
| 2. | Mauro Schmid              | Soudal Quick-Step      | + 0s     |
| 3. | Jon Aberasturi            | Trek-Segafredo         | + 0s     |
| 4. | Alex Aranburu             | Movistar Team          | + 0s     |
| 5. | Orluis Aular              | Caja Rural-Seguros RGA | + 0s     |
| 6. | Richard Carapaz           | EF Education-EasyPost  | + 0s     |
| 7. | Quinten Hermans           | Alpecin-Deceuninck     | + 0s     |
| 8. | Gonzalo Serrano Rodríguez | Movistar Team          | + 0s     |
| 9. | Mattias Skjelmose         | Trek-Segafredo         | + 0s     |
| 10. | Christian Scaroni         | Astana Qazaqstan Team  | + 0s     |

| \| Classificação geral \| Classificação geral \| Classificação geral \| Classificação geral \| Classificação geral \| \| Ciclista \| Ciclista \| Equipe \| Tempo \| \| \| ------------------- \| ---------------------- \| ---------------------- \| ------------------- \| ------------------- \| \| 1. \| Ethan Hayter \| Ineos Grenadiers \| 4h01m14s \| \| \| 2. \| Mauro Schmid \| Soudal Quick-Step \| + 4s \| \| \| 3. \| Jon Aberasturi \| Trek-Segafredo \| + 6s \| \| \| 4. \| Daniel Felipe Martínez \| Ineos Grenadiers \| + 7s \| \| \| 5. \| Jonas Vingegaard \| Jumbo-Visma \| + 8s \| \| \| 6. \| Marc Soler \| UAE Team Emirates \| + 9s \| \| \| 7. \| Cristián Rodríguez \| Arkéa-Samsic \| + 9s \| \| \| 8. \| Alex Aranburu \| Movistar Team \| + 10s \| \| \| 9. \| Orluis Aular \| Caja Rural-Seguros RGA \| + 10s \| \| \| 10. \| Richard Carapaz \| EF Education-EasyPost \| + 10s \| \| |                        |                        |          |
| |                        |                        |          |
| Fonte: ProCyclingStats |                        |                        |          |
| Classificação geral |                        |                        |          |
| Ciclista | Ciclista               | Equipe                 | Tempo    |
| 1. | Ethan Hayter           | Ineos Grenadiers       | 4h01m14s |
| 2. | Mauro Schmid           | Soudal Quick-Step      | + 4s     |
| 3. | Jon Aberasturi         | Trek-Segafredo         | + 6s     |
| 4. | Daniel Felipe Martínez | Ineos Grenadiers       | + 7s     |
| 5. | Jonas Vingegaard       | Jumbo-Visma            | + 8s     |
| 6. | Marc Soler             | UAE Team Emirates      | + 9s     |
| 7. | Cristián Rodríguez     | Arkéa-Samsic           | + 9s     |
| 8. | Alex Aranburu          | Movistar Team          | + 10s    |
| 9. | Orluis Aular           | Caja Rural-Seguros RGA | + 10s    |
| 10. | Richard Carapaz        | EF Education-EasyPost  | + 10s    |

### 2.ª etapa
| Viana - Leiza | alta montanha | (193,8 km) |

| \| Classificação por etapas \| Classificação por etapas \| Classificação por etapas \| Classificação por etapas \| Classificação por etapas \| \| Ciclista \| Ciclista \| Equipe \| Tempo \| \| \| ------------------------ \| ------------------------ \| ------------------------ \| ------------------------ \| ------------------------ \| \| 1. \| Ide Schelling \| Bora-Hansgrohe \| 4h53m33s \| \| \| 2. \| Matteo Sobrero \| Team Jayco AlUla \| + 0s \| \| \| 3. \| David Gaudu \| Groupama-FDJ \| + 0s \| \| \| 4. \| Alex Aranburu \| Movistar Team \| + 0s \| \| \| 5. \| Brandon McNulty \| UAE Team Emirates \| + 0s \| \| \| 6. \| Andrea Bagioli \| Soudal Quick-Step \| + 0s \| \| \| 7. \| Rigoberto Urán \| EF Education-EasyPost \| + 0s \| \| \| 8. \| Christian Scaroni \| Astana Qazaqstan Team \| + 0s \| \| \| 9. \| Simon Guglielmi \| Arkéa-Samsic \| + 0s \| \| \| 10. \| Ruben Guerreiro \| Movistar Team \| + 0s \| \| |                   |                       |          |
| |                   |                       |          |
| Fonte: ProCyclingStats |                   |                       |          |
| Classificação por etapas |                   |                       |          |
| Ciclista | Ciclista          | Equipe                | Tempo    |
| 1. | Ide Schelling     | Bora-Hansgrohe        | 4h53m33s |
| 2. | Matteo Sobrero    | Team Jayco AlUla      | + 0s     |
| 3. | David Gaudu       | Groupama-FDJ          | + 0s     |
| 4. | Alex Aranburu     | Movistar Team         | + 0s     |
| 5. | Brandon McNulty   | UAE Team Emirates     | + 0s     |
| 6. | Andrea Bagioli    | Soudal Quick-Step     | + 0s     |
| 7. | Rigoberto Urán    | EF Education-EasyPost | + 0s     |
| 8. | Christian Scaroni | Astana Qazaqstan Team | + 0s     |
| 9. | Simon Guglielmi   | Arkéa-Samsic          | + 0s     |
| 10. | Ruben Guerreiro   | Movistar Team         | + 0s     |

| \| Classificação geral \| Classificação geral \| Classificação geral \| Classificação geral \| Classificação geral \| \| Ciclista \| Ciclista \| Equipe \| Tempo \| \| \| ------------------- \| ------------------- \| --------------------- \| ------------------- \| ------------------- \| \| 1. \| Ide Schelling \| Bora-Hansgrohe \| 8h54m47s \| \| \| 2. \| Matteo Sobrero \| Team Jayco AlUla \| + 4s \| \| \| 3. \| David Gaudu \| Groupama-FDJ \| + 6s \| \| \| 4. \| Mikel Landa \| Bahrain Victorious \| + 7s \| \| \| 5. \| Jonas Vingegaard \| Jumbo-Visma \| + 8s \| \| \| 6. \| Alex Aranburu \| Movistar Team \| + 10s \| \| \| 7. \| Andrea Bagioli \| Soudal Quick-Step \| + 10s \| \| \| 8. \| Christian Scaroni \| Astana Qazaqstan Team \| + 10s \| \| \| 9. \| Mattias Skjelmose \| Trek-Segafredo \| + 10s \| \| \| 10. \| Richard Carapaz \| EF Education-EasyPost \| + 10s \| \| |                   |                       |          |
| |                   |                       |          |
| Fonte: ProCyclingStats |                   |                       |          |
| Classificação geral |                   |                       |          |
| Ciclista | Ciclista          | Equipe                | Tempo    |
| 1. | Ide Schelling     | Bora-Hansgrohe        | 8h54m47s |
| 2. | Matteo Sobrero    | Team Jayco AlUla      | + 4s     |
| 3. | David Gaudu       | Groupama-FDJ          | + 6s     |
| 4. | Mikel Landa       | Bahrain Victorious    | + 7s     |
| 5. | Jonas Vingegaard  | Jumbo-Visma           | + 8s     |
| 6. | Alex Aranburu     | Movistar Team         | + 10s    |
| 7. | Andrea Bagioli    | Soudal Quick-Step     | + 10s    |
| 8. | Christian Scaroni | Astana Qazaqstan Team | + 10s    |
| 9. | Mattias Skjelmose | Trek-Segafredo        | + 10s    |
| 10. | Richard Carapaz   | EF Education-EasyPost | + 10s    |

### 3.ª etapa
| Errenteria - Villabona | média montanha | (153,9 km) |

| \| Classificação por etapas \| Classificação por etapas \| Classificação por etapas \| Classificação por etapas \| Classificação por etapas \| \| Ciclista \| Ciclista \| Equipe \| Tempo \| \| \| ------------------------ \| ------------------------ \| ------------------------ \| ------------------------ \| ------------------------ \| \| 1. \| Jonas Vingegaard \| Jumbo-Visma \| 3h51m58s \| \| \| 2. \| Mikel Landa \| Bahrain Victorious \| + 2s \| \| \| 3. \| Enric Mas \| Movistar Team \| + 2s \| \| \| 4. \| Ion Izagirre \| Cofidis \| + 8s \| \| \| 5. \| David Gaudu \| Groupama-FDJ \| + 8s \| \| \| 6. \| Mattias Skjelmose \| Trek-Segafredo \| + 10s \| \| \| 7. \| Félix Gall \| AG2R Citroën Team \| + 12s \| \| \| 8. \| Andrea Bagioli \| Soudal Quick-Step \| + 13s \| \| \| 9. \| Simon Yates \| Team Jayco AlUla \| + 13s \| \| \| 10. \| Alex Aranburu \| Movistar Team \| + 13s \| \| |                   |                    |          |
| |                   |                    |          |
| Fonte: ProCyclingStats |                   |                    |          |
| Classificação por etapas |                   |                    |          |
| Ciclista | Ciclista          | Equipe             | Tempo    |
| 1. | Jonas Vingegaard  | Jumbo-Visma        | 3h51m58s |
| 2. | Mikel Landa       | Bahrain Victorious | + 2s     |
| 3. | Enric Mas         | Movistar Team      | + 2s     |
| 4. | Ion Izagirre      | Cofidis            | + 8s     |
| 5. | David Gaudu       | Groupama-FDJ       | + 8s     |
| 6. | Mattias Skjelmose | Trek-Segafredo     | + 10s    |
| 7. | Félix Gall        | AG2R Citroën Team  | + 12s    |
| 8. | Andrea Bagioli    | Soudal Quick-Step  | + 13s    |
| 9. | Simon Yates       | Team Jayco AlUla   | + 13s    |
| 10. | Alex Aranburu     | Movistar Team      | + 13s    |

| \| Classificação geral \| Classificação geral \| Classificação geral \| Classificação geral \| Classificação geral \| \| Ciclista \| Ciclista \| Equipe \| Tempo \| \| \| ------------------- \| ------------------- \| ------------------- \| ------------------- \| ------------------- \| \| 1. \| Jonas Vingegaard \| Jumbo-Visma \| 12h46m43s \| \| \| 2. \| Mikel Landa \| Bahrain Victorious \| + 5s \| \| \| 3. \| David Gaudu \| Groupama-FDJ \| + 16s \| \| \| 4. \| Ion Izagirre \| Cofidis \| + 20s \| \| \| 5. \| Enric Mas \| Movistar Team \| + 21s \| \| \| 6. \| Mattias Skjelmose \| Trek-Segafredo \| + 22s \| \| \| 7. \| Matteo Sobrero \| Team Jayco AlUla \| + 23s \| \| \| 8. \| Alex Aranburu \| Movistar Team \| + 25s \| \| \| 9. \| Andrea Bagioli \| Soudal Quick-Step \| + 25s \| \| \| 10. \| Rémy Rochas \| Cofidis \| + 25s \| \| |                   |                    |           |
| |                   |                    |           |
| Fonte: ProCyclingStats |                   |                    |           |
| Classificação geral |                   |                    |           |
| Ciclista | Ciclista          | Equipe             | Tempo     |
| 1. | Jonas Vingegaard  | Jumbo-Visma        | 12h46m43s |
| 2. | Mikel Landa       | Bahrain Victorious | + 5s      |
| 3. | David Gaudu       | Groupama-FDJ       | + 16s     |
| 4. | Ion Izagirre      | Cofidis            | + 20s     |
| 5. | Enric Mas         | Movistar Team      | + 21s     |
| 6. | Mattias Skjelmose | Trek-Segafredo     | + 22s     |
| 7. | Matteo Sobrero    | Team Jayco AlUla   | + 23s     |
| 8. | Alex Aranburu     | Movistar Team      | + 25s     |
| 9. | Andrea Bagioli    | Soudal Quick-Step  | + 25s     |
| 10. | Rémy Rochas       | Cofidis            | + 25s     |

### 4.ª etapa
| Santurce - Santurce | média montanha | (175,7 km) |

| \| Classificação por etapas \| Classificação por etapas \| Classificação por etapas \| Classificação por etapas \| Classificação por etapas \| \| Ciclista \| Ciclista \| Equipe \| Tempo \| \| \| ------------------------ \| ------------------------ \| ------------------------ \| ------------------------ \| ------------------------ \| \| 1. \| Jonas Vingegaard \| Jumbo-Visma \| 3h51m58s \| \| \| 2. \| Mikel Landa \| Bahrain Victorious \| + 0s \| \| \| 3. \| Mauro Schmid \| Soudal Quick-Step \| + 2s \| \| \| 4. \| Matteo Sobrero \| Team Jayco AlUla \| + 2s \| \| \| 5. \| Brandon McNulty \| UAE Team Emirates \| + 2s \| \| \| 6. \| Rigoberto Urán \| EF Education-EasyPost \| + 2s \| \| \| 7. \| David Gaudu \| Groupama-FDJ \| + 2s \| \| \| 8. \| Félix Gall \| AG2R Citroën Team \| + 2s \| \| \| 9. \| Clément Champoussin \| Arkéa-Samsic \| + 2s \| \| \| 10. \| Mattias Skjelmose \| Trek-Segafredo \| + 2s \| \| |                     |                       |          |
| |                     |                       |          |
| Fonte: ProCyclingStats |                     |                       |          |
| Classificação por etapas |                     |                       |          |
| Ciclista | Ciclista            | Equipe                | Tempo    |
| 1. | Jonas Vingegaard    | Jumbo-Visma           | 3h51m58s |
| 2. | Mikel Landa         | Bahrain Victorious    | + 0s     |
| 3. | Mauro Schmid        | Soudal Quick-Step     | + 2s     |
| 4. | Matteo Sobrero      | Team Jayco AlUla      | + 2s     |
| 5. | Brandon McNulty     | UAE Team Emirates     | + 2s     |
| 6. | Rigoberto Urán      | EF Education-EasyPost | + 2s     |
| 7. | David Gaudu         | Groupama-FDJ          | + 2s     |
| 8. | Félix Gall          | AG2R Citroën Team     | + 2s     |
| 9. | Clément Champoussin | Arkéa-Samsic          | + 2s     |
| 10. | Mattias Skjelmose   | Trek-Segafredo        | + 2s     |

| \| Classificação geral \| Classificação geral \| Classificação geral \| Classificação geral \| Classificação geral \| \| Ciclista \| Ciclista \| Equipe \| Tempo \| \| \| ------------------- \| ------------------- \| ------------------- \| ------------------- \| ------------------- \| \| 1. \| Jonas Vingegaard \| Jumbo-Visma \| 17h08m56s \| \| \| 2. \| Mikel Landa \| Bahrain Victorious \| + 12s \| \| \| 3. \| David Gaudu \| Groupama-FDJ \| + 31s \| \| \| 4. \| Matteo Sobrero \| Team Jayco AlUla \| + 33s \| \| \| 5. \| Ion Izagirre \| Cofidis \| + 33s \| \| \| 6. \| Enric Mas \| Movistar Team \| + 36s \| \| \| 7. \| Mattias Skjelmose \| Trek-Segafredo \| + 37s \| \| \| 8. \| Brandon McNulty \| UAE Team Emirates \| + 38s \| \| \| 9. \| Simon Yates \| Team Jayco AlUla \| + 39s \| \| \| 10. \| James Knox \| Soudal Quick-Step \| + 46s \| \| |                   |                    |           |
| |                   |                    |           |
| Fonte: ProCyclingStats |                   |                    |           |
| Classificação geral |                   |                    |           |
| Ciclista | Ciclista          | Equipe             | Tempo     |
| 1. | Jonas Vingegaard  | Jumbo-Visma        | 17h08m56s |
| 2. | Mikel Landa       | Bahrain Victorious | + 12s     |
| 3. | David Gaudu       | Groupama-FDJ       | + 31s     |
| 4. | Matteo Sobrero    | Team Jayco AlUla   | + 33s     |
| 5. | Ion Izagirre      | Cofidis            | + 33s     |
| 6. | Enric Mas         | Movistar Team      | + 36s     |
| 7. | Mattias Skjelmose | Trek-Segafredo     | + 37s     |
| 8. | Brandon McNulty   | UAE Team Emirates  | + 38s     |
| 9. | Simon Yates       | Team Jayco AlUla   | + 39s     |
| 10. | James Knox        | Soudal Quick-Step  | + 46s     |

### 5.ª etapa
| Amorebieta-Echano - Amorebieta-Echano | alta montanha | (165,9 km) |

| \| Classificação por etapas \| Classificação por etapas \| Classificação por etapas \| Classificação por etapas \| Classificação por etapas \| \| Ciclista \| Ciclista \| Equipe \| Tempo \| \| \| ------------------------ \| ------------------------ \| ------------------------ \| ------------------------ \| ------------------------ \| \| 1. \| Sergio Higuita \| Bora-Hansgrohe \| 3h59m57s \| \| \| 2. \| Andrea Bagioli \| Soudal Quick-Step \| + 0s \| \| \| 3. \| Mattias Skjelmose \| Trek-Segafredo \| + 0s \| \| \| 4. \| Matteo Sobrero \| Team Jayco AlUla \| + 0s \| \| \| 5. \| Mauro Schmid \| Soudal Quick-Step \| + 0s \| \| \| 6. \| Clément Champoussin \| Arkéa-Samsic \| + 0s \| \| \| 7. \| Ion Izagirre \| Cofidis \| + 0s \| \| \| 8. \| Félix Gall \| AG2R Citroën Team \| + 0s \| \| \| 9. \| Ruben Guerreiro \| Movistar Team \| + 0s \| \| \| 10. \| Jonas Vingegaard \| Jumbo-Visma \| + 0s \| \| |                     |                   |          |
| |                     |                   |          |
| Fonte: ProCyclingStats |                     |                   |          |
| Classificação por etapas |                     |                   |          |
| Ciclista | Ciclista            | Equipe            | Tempo    |
| 1. | Sergio Higuita      | Bora-Hansgrohe    | 3h59m57s |
| 2. | Andrea Bagioli      | Soudal Quick-Step | + 0s     |
| 3. | Mattias Skjelmose   | Trek-Segafredo    | + 0s     |
| 4. | Matteo Sobrero      | Team Jayco AlUla  | + 0s     |
| 5. | Mauro Schmid        | Soudal Quick-Step | + 0s     |
| 6. | Clément Champoussin | Arkéa-Samsic      | + 0s     |
| 7. | Ion Izagirre        | Cofidis           | + 0s     |
| 8. | Félix Gall          | AG2R Citroën Team | + 0s     |
| 9. | Ruben Guerreiro     | Movistar Team     | + 0s     |
| 10. | Jonas Vingegaard    | Jumbo-Visma       | + 0s     |

| \| Classificação geral \| Classificação geral \| Classificação geral \| Classificação geral \| Classificação geral \| \| Ciclista \| Ciclista \| Equipe \| Tempo \| \| \| ------------------- \| ------------------- \| ------------------- \| ------------------- \| ------------------- \| \| 1. \| Jonas Vingegaard \| Jumbo-Visma \| 21h08m52s \| \| \| 2. \| Mikel Landa \| Bahrain Victorious \| + 13s \| \| \| 3. \| Mattias Skjelmose \| Trek-Segafredo \| + 32s \| \| \| 4. \| David Gaudu \| Groupama-FDJ \| + 32s \| \| \| 5. \| Matteo Sobrero \| Team Jayco AlUla \| + 34s \| \| \| 6. \| Ion Izagirre \| Cofidis \| + 34s \| \| \| 7. \| Enric Mas \| Movistar Team \| + 37s \| \| \| 8. \| Sergio Higuita \| Bora-Hansgrohe \| + 38s \| \| \| 9. \| Brandon McNulty \| UAE Team Emirates \| + 39s \| \| \| 10. \| Simon Yates \| Team Jayco AlUla \| + 40s \| \| |                   |                    |           |
| |                   |                    |           |
| Fonte: ProCyclingStats |                   |                    |           |
| Classificação geral |                   |                    |           |
| Ciclista | Ciclista          | Equipe             | Tempo     |
| 1. | Jonas Vingegaard  | Jumbo-Visma        | 21h08m52s |
| 2. | Mikel Landa       | Bahrain Victorious | + 13s     |
| 3. | Mattias Skjelmose | Trek-Segafredo     | + 32s     |
| 4. | David Gaudu       | Groupama-FDJ       | + 32s     |
| 5. | Matteo Sobrero    | Team Jayco AlUla   | + 34s     |
| 6. | Ion Izagirre      | Cofidis            | + 34s     |
| 7. | Enric Mas         | Movistar Team      | + 37s     |
| 8. | Sergio Higuita    | Bora-Hansgrohe     | + 38s     |
| 9. | Brandon McNulty   | UAE Team Emirates  | + 39s     |
| 10. | Simon Yates       | Team Jayco AlUla   | + 40s     |

### 6.ª etapa
| Eibar - Eibar | alta montanha | (137,8 km) |

| \| Classificação por etapas \| Classificação por etapas \| Classificação por etapas \| Classificação por etapas \| Classificação por etapas \| \| Ciclista \| Ciclista \| Equipe \| Tempo \| \| \| ------------------------ \| ------------------------ \| ------------------------ \| ------------------------ \| ------------------------ \| \| 1. \| Jonas Vingegaard \| Jumbo-Visma \| 3h36m42s \| \| \| 2. \| James Knox \| Soudal Quick-Step \| + 47s \| \| \| 3. \| Ion Izagirre \| Cofidis \| + 49s \| \| \| 4. \| Brandon McNulty \| UAE Team Emirates \| + 49s \| \| \| 5. \| Sergio Higuita \| Bora-Hansgrohe \| + 49s \| \| \| 6. \| David Gaudu \| Groupama-FDJ \| + 49s \| \| \| 7. \| Mauro Schmid \| Soudal Quick-Step \| + 49s \| \| \| 8. \| Simon Yates \| Team Jayco AlUla \| + 49s \| \| \| 9. \| Enric Mas \| Movistar Team \| + 49s \| \| \| 10. \| Félix Gall \| AG2R Citroën Team \| + 49s \| \| |                  |                   |          |
| |                  |                   |          |
| Fonte: ProCyclingStats |                  |                   |          |
| Classificação por etapas |                  |                   |          |
| Ciclista | Ciclista         | Equipe            | Tempo    |
| 1. | Jonas Vingegaard | Jumbo-Visma       | 3h36m42s |
| 2. | James Knox       | Soudal Quick-Step | + 47s    |
| 3. | Ion Izagirre     | Cofidis           | + 49s    |
| 4. | Brandon McNulty  | UAE Team Emirates | + 49s    |
| 5. | Sergio Higuita   | Bora-Hansgrohe    | + 49s    |
| 6. | David Gaudu      | Groupama-FDJ      | + 49s    |
| 7. | Mauro Schmid     | Soudal Quick-Step | + 49s    |
| 8. | Simon Yates      | Team Jayco AlUla  | + 49s    |
| 9. | Enric Mas        | Movistar Team     | + 49s    |
| 10. | Félix Gall       | AG2R Citroën Team | + 49s    |

## Classificações finais
- As classificações finalizaram da seguinte forma:[4]

### Classificação geral
| \| Classificação geral \| Classificação geral \| Classificação geral \| Classificação geral \| Classificação geral \| \| Ciclista \| Ciclista \| Equipe \| Tempo \| \| \| ------------------- \| ------------------- \| ------------------------ \| ------------------- \| ------------------- \| \| 1. \| Jonas Vingegaard \| Jumbo-Visma \| 24h45m24s \| \| \| 2. \| Mikel Landa \| Bahrain Victorious \| + 1m12s \| \| \| 3. \| Ion Izagirre \| Cofidis \| + 1m29s \| \| \| 4. \| David Gaudu \| Groupama-FDJ \| + 1m31s \| \| \| 5. \| Enric Mas \| Movistar Team \| + 1m36s \| \| \| 6. \| Sergio Higuita \| Bora-Hansgrohe \| + 1m37s \| \| \| 7. \| Brandon McNulty \| UAE Team Emirates \| + 1m38s \| \| \| 8. \| James Knox \| Soudal Quick-Step \| + 1m38s \| \| \| 9. \| Simon Yates \| Team Jayco AlUla \| + 1m39s \| \| \| 10. \| Félix Gall \| AG2R Citroën Team \| + 1m50s \| \| \| 11. \| Mauro Schmid \| Soudal Quick-Step \| + 2m36s \| \| \| 12. \| Esteban Chaves \| EF Education-EasyPost \| + 3m01s \| \| \| 13. \| Attila Valter \| Jumbo-Visma \| + 3m13s \| \| \| 14. \| Cristián Rodríguez \| Arkéa-Samsic \| + 3m23s \| \| \| 15. \| Rein Taaramäe \| Intermarché-Circus-Wanty \| + 3m39s \| \| \| 16. \| Matteo Sobrero \| Team Jayco AlUla \| + 4m00s \| \| \| 17. \| Mattias Skjelmose \| Trek-Segafredo \| + 4m43s \| \| \| 18. \| Rigoberto Urán \| EF Education-EasyPost \| + 5m03s \| \| \| 19. \| Emanuel Buchmann \| Bora-Hansgrohe \| + 5m50s \| \| \| 20. \| Víctor de la Parte \| TotalEnergies \| + 5m58s \| \| \| 21. \| Mikel Bizkarra \| Euskaltel-Euskadi \| + 6m11s \| \| \| 22. \| Luis León Sánchez \| Astana Qazaqstan Team \| + 6m53s \| \| \| 23. \| Ruben Guerreiro \| Movistar Team \| + 7m07s \| \| \| 24. \| Juan Pedro López \| Trek-Segafredo \| + 7m12s \| \| \| 25. \| Mattia Cattaneo \| Soudal Quick-Step \| + 7m20s \| \| |                    |                          |           |
| |                    |                          |           |
| Fonte: ProCyclingStats |                    |                          |           |
| Classificação geral |                    |                          |           |
| Ciclista | Ciclista           | Equipe                   | Tempo     |
| 1. | Jonas Vingegaard   | Jumbo-Visma              | 24h45m24s |
| 2. | Mikel Landa        | Bahrain Victorious       | + 1m12s   |
| 3. | Ion Izagirre       | Cofidis                  | + 1m29s   |
| 4. | David Gaudu        | Groupama-FDJ             | + 1m31s   |
| 5. | Enric Mas          | Movistar Team            | + 1m36s   |
| 6. | Sergio Higuita     | Bora-Hansgrohe           | + 1m37s   |
| 7. | Brandon McNulty    | UAE Team Emirates        | + 1m38s   |
| 8. | James Knox         | Soudal Quick-Step        | + 1m38s   |
| 9. | Simon Yates        | Team Jayco AlUla         | + 1m39s   |
| 10. | Félix Gall         | AG2R Citroën Team        | + 1m50s   |
| 11. | Mauro Schmid       | Soudal Quick-Step        | + 2m36s   |
| 12. | Esteban Chaves     | EF Education-EasyPost    | + 3m01s   |
| 13. | Attila Valter      | Jumbo-Visma              | + 3m13s   |
| 14. | Cristián Rodríguez | Arkéa-Samsic             | + 3m23s   |
| 15. | Rein Taaramäe      | Intermarché-Circus-Wanty | + 3m39s   |
| 16. | Matteo Sobrero     | Team Jayco AlUla         | + 4m00s   |
| 17. | Mattias Skjelmose  | Trek-Segafredo           | + 4m43s   |
| 18. | Rigoberto Urán     | EF Education-EasyPost    | + 5m03s   |
| 19. | Emanuel Buchmann   | Bora-Hansgrohe           | + 5m50s   |
| 20. | Víctor de la Parte | TotalEnergies            | + 5m58s   |
| 21. | Mikel Bizkarra     | Euskaltel-Euskadi        | + 6m11s   |
| 22. | Luis León Sánchez  | Astana Qazaqstan Team    | + 6m53s   |
| 23. | Ruben Guerreiro    | Movistar Team            | + 7m07s   |
| 24. | Juan Pedro López   | Trek-Segafredo           | + 7m12s   |
| 25. | Mattia Cattaneo    | Soudal Quick-Step        | + 7m20s   |

### Classificação por pontos
| Classificação por pontos | Classificação por pontos | Classificação por pontos | Classificação por pontos | Classificação por pontos |
| Ciclista                 | Ciclista                 | Equipe                   | Pontos                   |                          |
| ------------------------ | ------------------------ | ------------------------ | ------------------------ | ------------------------ |
| 1.                       | Jonas Vingegaard         | Jumbo-Visma              | 102 pts                  |                          |
| 2.                       | Mauro Schmid             | Soudal Quick-Step        | 67 pts                   |                          |
| 3.                       | Mikel Landa              | Bahrain Victorious       | 55 pts                   |                          |
| 4.                       | Ion Izagirre             | Cofidis                  | 51 pts                   |                          |
| 5.                       | Matteo Sobrero           | Team Jayco AlUla         | 51 pts                   |                          |
| 6.                       | Mattias Skjelmose        | Trek-Segafredo           | 50 pts                   |                          |
| 7.                       | Brandon McNulty          | UAE Team Emirates        | 48 pts                   |                          |
| 8.                       | David Gaudu              | Groupama-FDJ             | 47 pts                   |                          |
| 9.                       | Sergio Higuita           | Bora-Hansgrohe           | 44 pts                   |                          |
| 10.                      | Alex Aranburu            | Movistar Team            | 34 pts                   |                          |

### Classificação da montanha
| Classificação da montanha | Classificação da montanha | Classificação da montanha | Classificação da montanha | Classificação da montanha |
| Ciclista                  | Ciclista                  | Equipe                    | Pontos                    |                           |
| ------------------------- | ------------------------- | ------------------------- | ------------------------- | ------------------------- |
| 1.                        | Jon Barrenetxea           | Caja Rural-Seguros RGA    | 35 pts                    |                           |
| 2.                        | Esteban Chaves            | EF Education-EasyPost     | 27 pts                    |                           |
| 3.                        | Ruben Guerreiro           | Movistar Team             | 25 pts                    |                           |
| 4.                        | Jonas Vingegaard          | Jumbo-Visma               | 19 pts                    |                           |
| 5.                        | Steven Kruijswijk         | Jumbo-Visma               | 18 pts                    |                           |
| 6.                        | Rémi Cavagna              | Soudal Quick-Step         | 18 pts                    |                           |
| 7.                        | Mattia Cattaneo           | Soudal Quick-Step         | 14 pts                    |                           |
| 8.                        | Alan Jousseaume           | TotalEnergies             | 11 pts                    |                           |
| 9.                        | Georg Zimmermann          | Intermarché-Circus-Wanty  | 10 pts                    |                           |
| 10.                       | Mikel Landa               | Bahrain Victorious        | 8 pts                     |                           |

### Classificação sub-23
| Classificação U23 | Classificação U23  | Classificação U23        | Classificação U23 | Classificação U23 |
| Ciclista          | Ciclista           | Equipe                   | Tempo             |                   |
| ----------------- | ------------------ | ------------------------ | ----------------- | ----------------- |
| 1.                | Brandon McNulty    | UAE Team Emirates        | 24h47m02s         |                   |
| 2.                | Félix Gall         | AG2R Citroën Team        | + 12s             |                   |
| 3.                | Mauro Schmid       | Soudal Quick-Step        | + 58s             |                   |
| 4.                | Attila Valter      | Jumbo-Visma              | + 1m35s           |                   |
| 5.                | Mattias Skjelmose  | Trek-Segafredo           | + 3m05s           |                   |
| 6.                | Andreas Leknessund | Team DSM                 | + 6m06s           |                   |
| 7.                | Igor Arrieta       | Equipo Kern Pharma       | + 6m20s           |                   |
| 8.                | Marc Hirschi       | UAE Team Emirates        | + 14m42s          |                   |
| 9.                | Laurens Huys       | Intermarché-Circus-Wanty | + 18m04s          |                   |
| 10.               | Romain Grégoire    | Groupama-FDJ             | + 32m33s          |                   |

### Classificação por equipas
| Classificação por equipes | Classificação por equipes | Classificação por equipes | Classificação por equipes |
| Equipe                    | Equipe                    | Tempo                     |                           |
| ------------------------- | ------------------------- | ------------------------- | ------------------------- |
| 1.                        | Soudal Quick-Step         | 74h24m59s                 |                           |
| 2.                        | Jumbo-Visma               | + 3m29s                   |                           |
| 3.                        | Movistar Team             | + 5m58s                   |                           |
| 4.                        | Bora-Hansgrohe            | + 14m43s                  |                           |
| 5.                        | EF Education-EasyPost     | + 15m19s                  |                           |
| 6.                        | Arkéa-Samsic              | + 17m21s                  |                           |
| 7.                        | Team Jayco AlUla          | + 20m16s                  |                           |
| 8.                        | Trek-Segafredo            | + 20m37s                  |                           |
| 9.                        | Groupama-FDJ              | + 21m52s                  |                           |
| 10.                       | Cofidis                   | + 32m46s                  |                           |

## Evolução das classificações
| Etapa |                | Vencedor _       | Classificação geral | Prêmio por pontos | Prêmio de montanha | Juventude         | Disputa         | Equipes           |
| ----- | -------------- | ---------------- | ------------------- | ----------------- | ------------------ | ----------------- | --------------- | ----------------- |
| 1     | média montanha | Ethan Hayter     | Ethan Hayter        | Ethan Hayter      | Jon Barrenetxea    | Ethan Hayter      | Txomin Juaristi | Ineos Grenadiers  |
| 2     | alta montanha  | Ide Schelling    | Ide Schelling       | Alex Aranburu     | Jon Barrenetxea    | Ide Schelling     | Javier Romo     | Movistar Team     |
| 3     | média montanha | Jonas Vingegaard | Jonas Vingegaard    | Alex Aranburu     | Jon Barrenetxea    | Mattias Skjelmose | Rémi Cavagna    | Movistar Team     |
| 4     | média montanha | Jonas Vingegaard | Jonas Vingegaard    | Jonas Vingegaard  | Jon Barrenetxea    | Mattias Skjelmose | Jon Barrenetxea | Movistar Team     |
| 5     | alta montanha  | Sergio Higuita   | Jonas Vingegaard    | Jonas Vingegaard  | Jon Barrenetxea    | Mattias Skjelmose | Mattia Cattaneo | Soudal Quick-Step |
| 6     | alta montanha  | Jonas Vingegaard | Jonas Vingegaard    | Jonas Vingegaard  | Jon Barrenetxea    | Brandon McNulty   | Mikel Landa     | Soudal Quick-Step |
| Final | Final          |                  | Jonas Vingegaard    | Jonas Vingegaard  | Jon Barrenetxea    | Brandon McNulty   | não atribuído   | Soudal Quick-Step |

## Ciclistas participantes e posições finais
| Ineos Grenadiers IGD | Ineos Grenadiers IGD         | Ineos Grenadiers IGD |
| -------------------- | ---------------------------- | -------------------- |
| Num                  | Ciclista                     | Pos                  |
| 1                    | Daniel Felipe Martínez (COL) | 34.                  |
| 2                    | Egan Bernal (COL)            | 92.                  |
| 3                    | Jonathan Castroviejo (ESP)   | 48.                  |
| 4                    | Omar Fraile (ESP)            | 55.                  |
| 5                    | Ethan Hayter (GBR)           | 73.                  |
| 6                    | Brandon Rivera (COL)         | DNF-6                |
| 7                    | Luke Plapp (AUS) (estrada)   | DNF-6                |

| AG2R Citroën Team ACT | AG2R Citroën Team ACT        | AG2R Citroën Team ACT |
| --------------------- | ---------------------------- | --------------------- |
| Num                   | Ciclista                     | Pos                   |
| 11                    | Andrea Vendrame (ITA)        | DNF-6                 |
| 12                    | Alex Baudin (FRA)            | HD-6                  |
| 13                    | Félix Gall (AUT)             | 10.                   |
| 14                    | Jaakko Hänninen (FIN)        | NP-1                  |
| 15                    | Larry Warbasse (USA)         | 93.                   |
| 16                    | Valentin Paret-Peintre (FRA) | 69.                   |
| 17                    | Nicolas Prodhomme (FRA)      | DNF-6                 |

| Alpecin-Deceuninck ADC | Alpecin-Deceuninck ADC | Alpecin-Deceuninck ADC |
| ---------------------- | ---------------------- | ---------------------- |
| Num                    | Ciclista               | Pos                    |
| 21                     | Stefano Oldani (ITA)   | DNF-4                  |
| 22                     | Tobias Bayer (AUT)     | 88.                    |
| 23                     | Nicola Conci (ITA)     | DNF-5                  |
| 24                     | Quinten Hermans (BEL)  | 52.                    |
| 25                     | Jimmy Janssens (BEL)   | 101.                   |
| 26                     | Oscar Riesebeek (NED)  | NP-4                   |
| 27                     | Robert Stannard (AUS)  | DNF-5                  |

| Arkéa-Samsic ARK | Arkéa-Samsic ARK          | Arkéa-Samsic ARK |
| ---------------- | ------------------------- | ---------------- |
| Num              | Ciclista                  | Pos              |
| 31               | Cristián Rodríguez (ESP)  | 14.              |
| 32               | Clément Champoussin (FRA) | DNF-6            |
| 33               | Thibault Guernalec (FRA)  | DNF-6            |
| 34               | Simon Guglielmi (FRA)     | 30.              |
| 35               | Michel Ries (LUX)         | 65.              |
| 36               | Alan Riou (FRA)           | DNF-6            |
| 37               | Alessandro Verre (ITA)    | DNF-2            |

| Astana Qazaqstan Team AST | Astana Qazaqstan Team AST | Astana Qazaqstan Team AST |
| ------------------------- | ------------------------- | ------------------------- |
| Num                       | Ciclista                  | Pos                       |
| 41                        | Luis León Sánchez (ESP)   | 22.                       |
| 42                        | Gianni Moscon (ITA)       | NP-5                      |
| 43                        | David de la Cruz (ESP)    | 31.                       |
| 44                        | Fabio Felline (ITA)       | DNF-5                     |
| 45                        | Andrey Zeits (KAZ)        | 51.                       |
| 46                        | Javier Romo (ESP)         | DNF-3                     |
| 47                        | Christian Scaroni (ITA)   | DNF-4                     |

| Bora-Hansgrohe BOH | Bora-Hansgrohe BOH     | Bora-Hansgrohe BOH |
| ------------------ | ---------------------- | ------------------ |
| Num                | Ciclista               | Pos                |
| 51                 | Emanuel Buchmann (GER) | 19.                |
| 52                 | Giovanni Aleotti (ITA) | 59.                |
| 53                 | Sergio Higuita (COL)   | 6.                 |
| 54                 | Luis-Joe Lührs (GER)   | DNF-5              |
| 55                 | Anton Palzer (GER)     | 60.                |
| 56                 | Ide Schelling (NED)    | DNF-6              |
| 57                 | Florian Lipowitz (GER) | 75.                |

| Cofidis COF | Cofidis COF           | Cofidis COF |
| ----------- | --------------------- | ----------- |
| Num         | Ciclista              | Pos         |
| 61          | Ion Izagirre (ESP)    | 3.          |
| 62          | Thomas Champion (FRA) | DNF-6       |
| 63          | Simon Geschke (GER)   | 87.         |
| 64          | José Herrada (ESP)    | 83.         |
| 65          | Jonathan Lastra (ESP) | 35.         |
| 66          | Rémy Rochas (FRA)     | 47.         |
| 67          | Harrison Wood (GBR)   | DNF-3       |

| Team DSM DSM | Team DSM DSM             | Team DSM DSM |
| ------------ | ------------------------ | ------------ |
| Num          | Ciclista                 | Pos          |
| 71           | Florian Stork (GER)      | 38.          |
| 72           | Romain Combaud (FRA)     | 100.         |
| 73           | Matthew Dinham (AUS)     | 84.          |
| 74           | Andreas Leknessund (NOR) | 26.          |
| 75           | Martijn Tusveld (NED)    | 70.          |
| 76           | Harm Vanhoucke (BEL)     | 57.          |
| 77           | Henri Vandenabeele (BEL) | DNF-5        |

| EF Education-EasyPost EFE | EF Education-EasyPost EFE       | EF Education-EasyPost EFE |
| ------------------------- | ------------------------------- | ------------------------- |
| Num                       | Ciclista                        | Pos                       |
| 81                        | Richard Carapaz (ECU) (estrada) | DNF-5                     |
| 82                        | Andrey Amador (CRC)             | 80.                       |
| 83                        | Jonathan Caicedo (ECU)          | 77.                       |
| 84                        | Esteban Chaves (COL) (estrada)  | 12.                       |
| 85                        | Odd Christian Eiking (NOR)      | 46.                       |
| 86                        | Merhawi Kudus (ERI) (estrada)   | 68.                       |
| 87                        | Rigoberto Urán (COL)            | 18.                       |

| Groupama-FDJ GFC | Groupama-FDJ GFC        | Groupama-FDJ GFC |
| ---------------- | ----------------------- | ---------------- |
| Num              | Ciclista                | Pos              |
| 91               | David Gaudu (FRA)       | 4.               |
| 92               | Bruno Armirail (FRA)    | 61.              |
| 93               | Romain Grégoire (FRA)   | 50.              |
| 94               | Mathieu Ladagnous (FRA) | 97.              |
| 95               | Quentin Pacher (FRA)    | 37.              |
| 96               | Michael Storer (AUS)    | 44.              |
| 97               | Lars van den Berg (NED) | HD-6             |

| Intermarché-Circus-Wanty ICW | Intermarché-Circus-Wanty ICW | Intermarché-Circus-Wanty ICW |
| ---------------------------- | ---------------------------- | ---------------------------- |
| Num                          | Ciclista                     | Pos                          |
| 101                          | Rui Costa (POR)              | DNF-6                        |
| 102                          | Lilian Calmejane (FRA)       | 62.                          |
| 103                          | Tom Paquot (BEL)             | DNF-4                        |
| 104                          | Laurens Huys (BEL)           | 42.                          |
| 105                          | Dion Smith (NZL)             | 49.                          |
| 106                          | Rein Taaramäe (EST)          | 15.                          |
| 107                          | Georg Zimmermann (GER)       | 54.                          |

| Team Jayco AlUla JAY | Team Jayco AlUla JAY          | Team Jayco AlUla JAY |
| -------------------- | ----------------------------- | -------------------- |
| Num                  | Ciclista                      | Pos                  |
| 111                  | Simon Yates (GBR)             | 9.                   |
| 112                  | Lawson Craddock (USA)         | 76.                  |
| 113                  | Edward Dunbar (IRL)           | 72.                  |
| 114                  | Chris Harper (AUS)            | DNF-6                |
| 115                  | Christopher Juul-Jensen (DEN) | 71.                  |
| 116                  | Jan Maas (NED)                | 89.                  |
| 117                  | Matteo Sobrero (ITA)          | 16.                  |

| Movistar Team MOV | Movistar Team MOV               | Movistar Team MOV |
| ----------------- | ------------------------------- | ----------------- |
| Num               | Ciclista                        | Pos               |
| 121               | Enric Mas (ESP)                 | 5.                |
| 122               | Ruben Guerreiro (POR)           | 23.               |
| 123               | Alex Aranburu (ESP)             | 36.               |
| 124               | Jorge Arcas (ESP)               | 86.               |
| 125               | Nelson Oliveira (POR)           | 33.               |
| 126               | Gonzalo Serrano Rodríguez (ESP) | 79.               |
| 127               | Gorka Izagirre (ESP)            | 41.               |

| Soudal Quick-Step SOQ | Soudal Quick-Step SOQ | Soudal Quick-Step SOQ |
| --------------------- | --------------------- | --------------------- |
| Num                   | Ciclista              | Pos                   |
| 131                   | Rémi Cavagna (FRA)    | 63.                   |
| 132                   | Andrea Bagioli (ITA)  | DNF-6                 |
| 133                   | Dries Devenyns (BEL)  | DNF-6                 |
| 134                   | James Knox (GBR)      | 8.                    |
| 135                   | Mauro Schmid (SUI)    | 11.                   |
| 136                   | Martin Svrček (SVK)   | DNF-6                 |
| 137                   | Mattia Cattaneo (ITA) | 25.                   |

| Bahrain Victorious TBV | Bahrain Victorious TBV          | Bahrain Victorious TBV |
| ---------------------- | ------------------------------- | ---------------------- |
| Num                    | Ciclista                        | Pos                    |
| 141                    | Mikel Landa (ESP)               | 2.                     |
| 142                    | Pello Bilbao (ESP)              | NP-2                   |
| 143                    | Yukiya Arashiro (JPN) (estrada) | DNF-6                  |
| 144                    | Rainer Kepplinger (AUT)         | DNF-6                  |
| 145                    | Hermann Pernsteiner (AUT)       | 28.                    |
| 146                    | Jasha Sütterlin (GER)           | DNF-6                  |
| 147                    | Edoardo Zambanini (ITA)         | 67.                    |

| Trek-Segafredo TFS | Trek-Segafredo TFS           | Trek-Segafredo TFS |
| ------------------ | ---------------------------- | ------------------ |
| Num                | Ciclista                     | Pos                |
| 151                | Tony Gallopin (FRA)          | 40.                |
| 152                | Jon Aberasturi (ESP)         | DNF-6              |
| 153                | Amanuel Gebrezgabihier (ERI) | 78.                |
| 154                | Mattias Skjelmose (DEN)      | 17.                |
| 155                | Bauke Mollema (NED)          | 43.                |
| 156                | Juan Pedro López (ESP)       | 24.                |
| 157                | Natnael Tesfatsion (ERI)     | DNF-6              |

| Jumbo-Visma TJV | Jumbo-Visma TJV               | Jumbo-Visma TJV |
| --------------- | ----------------------------- | --------------- |
| Num             | Ciclista                      | Pos             |
| 161             | Jonas Vingegaard (DEN)        | 1.              |
| 162             | Rohan Dennis (AUS)            | DNF-4           |
| 163             | Lennard Hofstede (NED)        | DNF-6           |
| 164             | Steven Kruijswijk (NED)       | 32.             |
| 165             | Gijs Leemreize (NED)          | 82.             |
| 166             | Sam Oomen (NED)               | 29.             |
| 167             | Attila Valter (HUN) (estrada) | 13.             |

| UAE Team Emirates UAD | UAE Team Emirates UAD               | UAE Team Emirates UAD |
| --------------------- | ----------------------------------- | --------------------- |
| Num                   | Ciclista                            | Pos                   |
| 171                   | Brandon McNulty (USA)               | 7.                    |
| 172                   | Marc Hirschi (SUI)                  | 39.                   |
| 173                   | Davide Formolo (ITA)                | DNF-6                 |
| 174                   | Felix Großschartner (AUT) (estrada) | DNF-6                 |
| 175                   | Michael Vink (NZL)                  | 91.                   |
| 176                   | Marc Soler (ESP)                    | DNF-2                 |
| 177                   | Domen Novak (SLO)                   | 98.                   |

| Burgos-BH BBH | Burgos-BH BBH                  | Burgos-BH BBH |
| ------------- | ------------------------------ | ------------- |
| Num           | Ciclista                       | Pos           |
| 181           | Ander Okamika (ESP)            | 90.           |
| 182           | Andrés Camilo Ardila (COL)     | DNF-5         |
| 183           | Antonio Angulo (ESP)           | DNF-6         |
| 184           | José Manuel Díaz Gallego (ESP) | DNF-6         |
| 185           | Jesús Ezquerra (ESP)           | NP-4          |
| 186           | Victor Langellotti (MON)       | 56.           |
| 187           | Daniel Navarro (ESP)           | DNF-6         |

| Caja Rural-Seguros RGA CJR | Caja Rural-Seguros RGA CJR   | Caja Rural-Seguros RGA CJR |
| -------------------------- | ---------------------------- | -------------------------- |
| Num                        | Ciclista                     | Pos                        |
| 191                        | Jokin Murguialday (ESP)      | DNF-6                      |
| 192                        | Orluis Aular (VEN) (estrada) | NP-6                       |
| 193                        | Abel Balderstone (ESP)       | 66.                        |
| 194                        | Jon Barrenetxea (ESP)        | 99.                        |
| 195                        | Jefferson Cepeda (ECU)       | DNF-6                      |
| 196                        | Joel Nicolau (ESP)           | 102.                       |
| 197                        | Eduard Prades (ESP)          | DNF-5                      |

| Equipo Kern Pharma EKP | Equipo Kern Pharma EKP     | Equipo Kern Pharma EKP |
| ---------------------- | -------------------------- | ---------------------- |
| Num                    | Ciclista                   | Pos                    |
| 201                    | Jordi López (ESP)          | 96.                    |
| 202                    | Jon Agirre (ESP)           | DNF-6                  |
| 203                    | Igor Arrieta (ESP)         | 27.                    |
| 204                    | Giovanni Carboni (ITA)     | 74.                    |
| 205                    | Iñigo Elosegui (ESP)       | NP-6                   |
| 206                    | Carlos García Pierna (ESP) | HD-6                   |
| 207                    | Ibon Ruiz (ESP)            | 95.                    |

| Euskaltel-Euskadi EUS | Euskaltel-Euskadi EUS  | Euskaltel-Euskadi EUS |
| --------------------- | ---------------------- | --------------------- |
| Num                   | Ciclista               | Pos                   |
| 211                   | Mikel Bizkarra (ESP)   | 21.                   |
| 212                   | Joan Bou (ESP)         | 85.                   |
| 213                   | Carlos Canal (ESP)     | DNF-6                 |
| 214                   | Asier Etxeberria (ESP) | DNF-6                 |
| 215                   | Unai Iribar (ESP)      | 64.                   |
| 216                   | Txomin Juaristi (ESP)  | 81.                   |
| 217                   | Gotzon Martín (ESP)    | 45.                   |

| TotalEnergies TEN | TotalEnergies TEN        | TotalEnergies TEN |
| ----------------- | ------------------------ | ----------------- |
| Num               | Ciclista                 | Pos               |
| 221               | Víctor de la Parte (ESP) | 20.               |
| 222               | Mathieu Burgaudeau (FRA) | 53.               |
| 223               | Jérémy Cabot (FRA)       | 94.               |
| 224               | Steff Cras (BEL)         | DNF-6             |
| 225               | Alan Jousseaume (FRA)    | 58.               |
| 226               | Pierre Latour (FRA)      | DNF-6             |
| 227               | Alexis Vuillermoz (FRA)  | DNF-2             |

| Ineos Grenadiers IGD | Ineos Grenadiers IGD         | Ineos Grenadiers IGD |
| -------------------- | ---------------------------- | -------------------- |
| Num                  | Ciclista                     | Pos                  |
| 1                    | Daniel Felipe Martínez (COL) | 34.                  |
| 2                    | Egan Bernal (COL)            | 92.                  |
| 3                    | Jonathan Castroviejo (ESP)   | 48.                  |
| 4                    | Omar Fraile (ESP)            | 55.                  |
| 5                    | Ethan Hayter (GBR)           | 73.                  |
| 6                    | Brandon Rivera (COL)         | DNF-6                |
| 7                    | Luke Plapp (AUS) (estrada)   | DNF-6                |

| AG2R Citroën Team ACT | AG2R Citroën Team ACT        | AG2R Citroën Team ACT |
| --------------------- | ---------------------------- | --------------------- |
| Num                   | Ciclista                     | Pos                   |
| 11                    | Andrea Vendrame (ITA)        | DNF-6                 |
| 12                    | Alex Baudin (FRA)            | HD-6                  |
| 13                    | Félix Gall (AUT)             | 10.                   |
| 14                    | Jaakko Hänninen (FIN)        | NP-1                  |
| 15                    | Larry Warbasse (USA)         | 93.                   |
| 16                    | Valentin Paret-Peintre (FRA) | 69.                   |
| 17                    | Nicolas Prodhomme (FRA)      | DNF-6                 |

| Alpecin-Deceuninck ADC | Alpecin-Deceuninck ADC | Alpecin-Deceuninck ADC |
| ---------------------- | ---------------------- | ---------------------- |
| Num                    | Ciclista               | Pos                    |
| 21                     | Stefano Oldani (ITA)   | DNF-4                  |
| 22                     | Tobias Bayer (AUT)     | 88.                    |
| 23                     | Nicola Conci (ITA)     | DNF-5                  |
| 24                     | Quinten Hermans (BEL)  | 52.                    |
| 25                     | Jimmy Janssens (BEL)   | 101.                   |
| 26                     | Oscar Riesebeek (NED)  | NP-4                   |
| 27                     | Robert Stannard (AUS)  | DNF-5                  |

| Arkéa-Samsic ARK | Arkéa-Samsic ARK          | Arkéa-Samsic ARK |
| ---------------- | ------------------------- | ---------------- |
| Num              | Ciclista                  | Pos              |
| 31               | Cristián Rodríguez (ESP)  | 14.              |
| 32               | Clément Champoussin (FRA) | DNF-6            |
| 33               | Thibault Guernalec (FRA)  | DNF-6            |
| 34               | Simon Guglielmi (FRA)     | 30.              |
| 35               | Michel Ries (LUX)         | 65.              |
| 36               | Alan Riou (FRA)           | DNF-6            |
| 37               | Alessandro Verre (ITA)    | DNF-2            |

| Astana Qazaqstan Team AST | Astana Qazaqstan Team AST | Astana Qazaqstan Team AST |
| ------------------------- | ------------------------- | ------------------------- |
| Num                       | Ciclista                  | Pos                       |
| 41                        | Luis León Sánchez (ESP)   | 22.                       |
| 42                        | Gianni Moscon (ITA)       | NP-5                      |
| 43                        | David de la Cruz (ESP)    | 31.                       |
| 44                        | Fabio Felline (ITA)       | DNF-5                     |
| 45                        | Andrey Zeits (KAZ)        | 51.                       |
| 46                        | Javier Romo (ESP)         | DNF-3                     |
| 47                        | Christian Scaroni (ITA)   | DNF-4                     |

| Bora-Hansgrohe BOH | Bora-Hansgrohe BOH     | Bora-Hansgrohe BOH |
| ------------------ | ---------------------- | ------------------ |
| Num                | Ciclista               | Pos                |
| 51                 | Emanuel Buchmann (GER) | 19.                |
| 52                 | Giovanni Aleotti (ITA) | 59.                |
| 53                 | Sergio Higuita (COL)   | 6.                 |
| 54                 | Luis-Joe Lührs (GER)   | DNF-5              |
| 55                 | Anton Palzer (GER)     | 60.                |
| 56                 | Ide Schelling (NED)    | DNF-6              |
| 57                 | Florian Lipowitz (GER) | 75.                |

| Cofidis COF | Cofidis COF           | Cofidis COF |
| ----------- | --------------------- | ----------- |
| Num         | Ciclista              | Pos         |
| 61          | Ion Izagirre (ESP)    | 3.          |
| 62          | Thomas Champion (FRA) | DNF-6       |
| 63          | Simon Geschke (GER)   | 87.         |
| 64          | José Herrada (ESP)    | 83.         |
| 65          | Jonathan Lastra (ESP) | 35.         |
| 66          | Rémy Rochas (FRA)     | 47.         |
| 67          | Harrison Wood (GBR)   | DNF-3       |

| Team DSM DSM | Team DSM DSM             | Team DSM DSM |
| ------------ | ------------------------ | ------------ |
| Num          | Ciclista                 | Pos          |
| 71           | Florian Stork (GER)      | 38.          |
| 72           | Romain Combaud (FRA)     | 100.         |
| 73           | Matthew Dinham (AUS)     | 84.          |
| 74           | Andreas Leknessund (NOR) | 26.          |
| 75           | Martijn Tusveld (NED)    | 70.          |
| 76           | Harm Vanhoucke (BEL)     | 57.          |
| 77           | Henri Vandenabeele (BEL) | DNF-5        |

| EF Education-EasyPost EFE | EF Education-EasyPost EFE       | EF Education-EasyPost EFE |
| ------------------------- | ------------------------------- | ------------------------- |
| Num                       | Ciclista                        | Pos                       |
| 81                        | Richard Carapaz (ECU) (estrada) | DNF-5                     |
| 82                        | Andrey Amador (CRC)             | 80.                       |
| 83                        | Jonathan Caicedo (ECU)          | 77.                       |
| 84                        | Esteban Chaves (COL) (estrada)  | 12.                       |
| 85                        | Odd Christian Eiking (NOR)      | 46.                       |
| 86                        | Merhawi Kudus (ERI) (estrada)   | 68.                       |
| 87                        | Rigoberto Urán (COL)            | 18.                       |

| Groupama-FDJ GFC | Groupama-FDJ GFC        | Groupama-FDJ GFC |
| ---------------- | ----------------------- | ---------------- |
| Num              | Ciclista                | Pos              |
| 91               | David Gaudu (FRA)       | 4.               |
| 92               | Bruno Armirail (FRA)    | 61.              |
| 93               | Romain Grégoire (FRA)   | 50.              |
| 94               | Mathieu Ladagnous (FRA) | 97.              |
| 95               | Quentin Pacher (FRA)    | 37.              |
| 96               | Michael Storer (AUS)    | 44.              |
| 97               | Lars van den Berg (NED) | HD-6             |

| Intermarché-Circus-Wanty ICW | Intermarché-Circus-Wanty ICW | Intermarché-Circus-Wanty ICW |
| ---------------------------- | ---------------------------- | ---------------------------- |
| Num                          | Ciclista                     | Pos                          |
| 101                          | Rui Costa (POR)              | DNF-6                        |
| 102                          | Lilian Calmejane (FRA)       | 62.                          |
| 103                          | Tom Paquot (BEL)             | DNF-4                        |
| 104                          | Laurens Huys (BEL)           | 42.                          |
| 105                          | Dion Smith (NZL)             | 49.                          |
| 106                          | Rein Taaramäe (EST)          | 15.                          |
| 107                          | Georg Zimmermann (GER)       | 54.                          |

| Team Jayco AlUla JAY | Team Jayco AlUla JAY          | Team Jayco AlUla JAY |
| -------------------- | ----------------------------- | -------------------- |
| Num                  | Ciclista                      | Pos                  |
| 111                  | Simon Yates (GBR)             | 9.                   |
| 112                  | Lawson Craddock (USA)         | 76.                  |
| 113                  | Edward Dunbar (IRL)           | 72.                  |
| 114                  | Chris Harper (AUS)            | DNF-6                |
| 115                  | Christopher Juul-Jensen (DEN) | 71.                  |
| 116                  | Jan Maas (NED)                | 89.                  |
| 117                  | Matteo Sobrero (ITA)          | 16.                  |

| Movistar Team MOV | Movistar Team MOV               | Movistar Team MOV |
| ----------------- | ------------------------------- | ----------------- |
| Num               | Ciclista                        | Pos               |
| 121               | Enric Mas (ESP)                 | 5.                |
| 122               | Ruben Guerreiro (POR)           | 23.               |
| 123               | Alex Aranburu (ESP)             | 36.               |
| 124               | Jorge Arcas (ESP)               | 86.               |
| 125               | Nelson Oliveira (POR)           | 33.               |
| 126               | Gonzalo Serrano Rodríguez (ESP) | 79.               |
| 127               | Gorka Izagirre (ESP)            | 41.               |

| Soudal Quick-Step SOQ | Soudal Quick-Step SOQ | Soudal Quick-Step SOQ |
| --------------------- | --------------------- | --------------------- |
| Num                   | Ciclista              | Pos                   |
| 131                   | Rémi Cavagna (FRA)    | 63.                   |
| 132                   | Andrea Bagioli (ITA)  | DNF-6                 |
| 133                   | Dries Devenyns (BEL)  | DNF-6                 |
| 134                   | James Knox (GBR)      | 8.                    |
| 135                   | Mauro Schmid (SUI)    | 11.                   |
| 136                   | Martin Svrček (SVK)   | DNF-6                 |
| 137                   | Mattia Cattaneo (ITA) | 25.                   |

| Bahrain Victorious TBV | Bahrain Victorious TBV          | Bahrain Victorious TBV |
| ---------------------- | ------------------------------- | ---------------------- |
| Num                    | Ciclista                        | Pos                    |
| 141                    | Mikel Landa (ESP)               | 2.                     |
| 142                    | Pello Bilbao (ESP)              | NP-2                   |
| 143                    | Yukiya Arashiro (JPN) (estrada) | DNF-6                  |
| 144                    | Rainer Kepplinger (AUT)         | DNF-6                  |
| 145                    | Hermann Pernsteiner (AUT)       | 28.                    |
| 146                    | Jasha Sütterlin (GER)           | DNF-6                  |
| 147                    | Edoardo Zambanini (ITA)         | 67.                    |

| Trek-Segafredo TFS | Trek-Segafredo TFS           | Trek-Segafredo TFS |
| ------------------ | ---------------------------- | ------------------ |
| Num                | Ciclista                     | Pos                |
| 151                | Tony Gallopin (FRA)          | 40.                |
| 152                | Jon Aberasturi (ESP)         | DNF-6              |
| 153                | Amanuel Gebrezgabihier (ERI) | 78.                |
| 154                | Mattias Skjelmose (DEN)      | 17.                |
| 155                | Bauke Mollema (NED)          | 43.                |
| 156                | Juan Pedro López (ESP)       | 24.                |
| 157                | Natnael Tesfatsion (ERI)     | DNF-6              |

| Jumbo-Visma TJV | Jumbo-Visma TJV               | Jumbo-Visma TJV |
| --------------- | ----------------------------- | --------------- |
| Num             | Ciclista                      | Pos             |
| 161             | Jonas Vingegaard (DEN)        | 1.              |
| 162             | Rohan Dennis (AUS)            | DNF-4           |
| 163             | Lennard Hofstede (NED)        | DNF-6           |
| 164             | Steven Kruijswijk (NED)       | 32.             |
| 165             | Gijs Leemreize (NED)          | 82.             |
| 166             | Sam Oomen (NED)               | 29.             |
| 167             | Attila Valter (HUN) (estrada) | 13.             |

| UAE Team Emirates UAD | UAE Team Emirates UAD               | UAE Team Emirates UAD |
| --------------------- | ----------------------------------- | --------------------- |
| Num                   | Ciclista                            | Pos                   |
| 171                   | Brandon McNulty (USA)               | 7.                    |
| 172                   | Marc Hirschi (SUI)                  | 39.                   |
| 173                   | Davide Formolo (ITA)                | DNF-6                 |
| 174                   | Felix Großschartner (AUT) (estrada) | DNF-6                 |
| 175                   | Michael Vink (NZL)                  | 91.                   |
| 176                   | Marc Soler (ESP)                    | DNF-2                 |
| 177                   | Domen Novak (SLO)                   | 98.                   |

| Burgos-BH BBH | Burgos-BH BBH                  | Burgos-BH BBH |
| ------------- | ------------------------------ | ------------- |
| Num           | Ciclista                       | Pos           |
| 181           | Ander Okamika (ESP)            | 90.           |
| 182           | Andrés Camilo Ardila (COL)     | DNF-5         |
| 183           | Antonio Angulo (ESP)           | DNF-6         |
| 184           | José Manuel Díaz Gallego (ESP) | DNF-6         |
| 185           | Jesús Ezquerra (ESP)           | NP-4          |
| 186           | Victor Langellotti (MON)       | 56.           |
| 187           | Daniel Navarro (ESP)           | DNF-6         |

| Caja Rural-Seguros RGA CJR | Caja Rural-Seguros RGA CJR   | Caja Rural-Seguros RGA CJR |
| -------------------------- | ---------------------------- | -------------------------- |
| Num                        | Ciclista                     | Pos                        |
| 191                        | Jokin Murguialday (ESP)      | DNF-6                      |
| 192                        | Orluis Aular (VEN) (estrada) | NP-6                       |
| 193                        | Abel Balderstone (ESP)       | 66.                        |
| 194                        | Jon Barrenetxea (ESP)        | 99.                        |
| 195                        | Jefferson Cepeda (ECU)       | DNF-6                      |
| 196                        | Joel Nicolau (ESP)           | 102.                       |
| 197                        | Eduard Prades (ESP)          | DNF-5                      |

| Equipo Kern Pharma EKP | Equipo Kern Pharma EKP     | Equipo Kern Pharma EKP |
| ---------------------- | -------------------------- | ---------------------- |
| Num                    | Ciclista                   | Pos                    |
| 201                    | Jordi López (ESP)          | 96.                    |
| 202                    | Jon Agirre (ESP)           | DNF-6                  |
| 203                    | Igor Arrieta (ESP)         | 27.                    |
| 204                    | Giovanni Carboni (ITA)     | 74.                    |
| 205                    | Iñigo Elosegui (ESP)       | NP-6                   |
| 206                    | Carlos García Pierna (ESP) | HD-6                   |
| 207                    | Ibon Ruiz (ESP)            | 95.                    |

| Euskaltel-Euskadi EUS | Euskaltel-Euskadi EUS  | Euskaltel-Euskadi EUS |
| --------------------- | ---------------------- | --------------------- |
| Num                   | Ciclista               | Pos                   |
| 211                   | Mikel Bizkarra (ESP)   | 21.                   |
| 212                   | Joan Bou (ESP)         | 85.                   |
| 213                   | Carlos Canal (ESP)     | DNF-6                 |
| 214                   | Asier Etxeberria (ESP) | DNF-6                 |
| 215                   | Unai Iribar (ESP)      | 64.                   |
| 216                   | Txomin Juaristi (ESP)  | 81.                   |
| 217                   | Gotzon Martín (ESP)    | 45.                   |

| TotalEnergies TEN | TotalEnergies TEN        | TotalEnergies TEN |
| ----------------- | ------------------------ | ----------------- |
| Num               | Ciclista                 | Pos               |
| 221               | Víctor de la Parte (ESP) | 20.               |
| 222               | Mathieu Burgaudeau (FRA) | 53.               |
| 223               | Jérémy Cabot (FRA)       | 94.               |
| 224               | Steff Cras (BEL)         | DNF-6             |
| 225               | Alan Jousseaume (FRA)    | 58.               |
| 226               | Pierre Latour (FRA)      | DNF-6             |
| 227               | Alexis Vuillermoz (FRA)  | DNF-2             |

Convenções:
- AB-N: Abandono na etapa "N"
- FLT-N: Retiro por chegada fora do limite de tempo na etapa "N"
- NTS-N: Não tomou a saída para a etapa "N"
- DES-N: Desclassificado ou expulsado na etapa "N"

## UCI World Ranking
A Volta ao País Basco outorgou pontos para o UCI World Ranking para corredores das equipas nas categorias UCI WorldTeam, UCI ProTeam e Continental. As seguintes tabelas são o barómetro de pontuação e os dez corredores que obtiveram mais pontos:
| Posição             | 1.º | 2.º | 3.º | 4.º | 5.º | 6.º | 7.º | 8.º | 9.º | 10.º | 11.º | 12.º | 13.º | 14.º | 15.º | 16.º-20.º | 21.º-30.º | 31.º-50.º | 51.º-55.º | 56.º-60.º |
| Classificação geral | 400 | 320 | 260 | 220 | 180 | 140 | 120 | 100 | 80  | 68   | 56   | 48   | 40   | 32   | 28   | 24        | 16        | 8         | 4         | 2         |
| Por etapa           | 50  | 30  | 25  | 20  | 15  | 10  | 8   | 6   | 3   | 1    |      |      |      |      |      |           |           |           |           |           |
| Líder               | 8   |     |     |     |     |     |     |     |     |      |      |      |      |      |      |           |           |           |           |           |

| Classificação |                  |                    |       |       |       |       |
| Posição       | Ciclista         | Equipa             | Geral | Etapa | Líder | Total |
| ------------- | ---------------- | ------------------ | ----- | ----- | ----- | ----- |
| 1.º           | Jonas Vingegaard | Jumbo-Visma        | 400   | 151   | 24    | 575   |
| 2.º           | Mikel Landa      | Bahrain Victorious | 320   | 60    | -     | 380   |
| 3.º           | Ion Izagirre     | Cofidis            | 260   | 53    | -     | 313   |
| 4.º           | David Gaudu      | Groupama-FDJ       | 220   | 58    | -     | 278   |
| 5.º           | Enric Mas        | Movistar           | 180   | 28    | -     | 208   |
| 6.º           | Sergio Higuita   | Bora-Hansgrohe     | 140   | 65    | -     | 205   |
| 7.º           | Brandon McNulty  | UAE Emirates       | 120   | 50    | -     | 170   |
| 8.º           | Mauro Schmid     | Soudal Quick-Step  | 56    | 78    | -     | 134   |
| 9.º           | James Knox       | Soudal Quick-Step  | 100   | 30    | -     | 130   |
| 10.º          | Matteo Sobrero   | Jayco AlUla        | 24    | 70    | -     | 94    |